# Шиловский, Михаил Викторович
Михаи́л Ви́кторович Шило́вский (род. 2 ноября 1947 года, Топки, Кемеровская область, Россия) — советский и российский историк, специалист по Сибирскому областничеству. Доктор исторических наук, профессор.

## Биография
Родился 2 ноября 1947 года в г. Топки Кемеровской области. Отец — Шиловский Виктор Филиппович, участник Великой Отечественной войны, воевал на Ленинградском фронте. После победы он работал и в 1949 году заочно с отличием закончил Сталинский государственный учительский институт, а в 1958 году — Сталинский педагогический институт. Работал учителем в школах г. Топки, а с 1949 года в п. Промышленная — школа № 2 и № 113, работал учителем географии и завучем. Мать — Шиловская Лидия Филипповна (1946—2001), бухгалтер отдела народного образования. Имеет брата Сергея и сестру Ольгу — живут в Новосибирске.
В 1971 году с отличием закончил историческое отделение гуманитарного факультета Новосибирского государственного университета, защитив дипломную работу по теме «Сибирское областничество на рубеже веков (1894—1907 гг.)» Занимался в специальном семинаре Л. М. Горюшкина. После окончания университета 3 месяца (сентябрь — ноябрь 1971 года), до призыва в армию, преподавал историю и географию в Краснинской средней школе Промышленновского района.
С ноября 1971 года по ноябрь 1972 года служит на должностях рядового и сержантского состава в частях ВВС СибВО.
С ноября 1972 по декабрь 1975 года учился в очной аспирантуре при Институте истории, филологии и философии Сибирского отделения академии наук СССР (СО АН СССР).
26 декабря 1975 года под научным руководством доктор исторических наук, профессора, члена-корреспондента АН СССР Л. М. Горюшкина (он же был научным руководителем дипломной работы) защитил диссертацию на соискание учёной степени кандидата исторических наук по теме «Сибирское областничество накануне и в годы первой русской революции. 1895—1907 гг.».
С января 1976 года по настоящее время — ассистент, доцент (с 1981), профессор (с 1994) и заведующий (с 1996) кафедрой истории России (до 1989 года — кафедра истории КПСС) Гуманитарного факультета Новосибирского государственного университета.
21 марта 1992 года защитил диссертацию на соискание учёной степени доктора исторических наук по теме «Сибирское областничество во второй половине XIX — начале XX веков».
С июля 2001 года — заведующий сектором истории второй половины XVI—начала XX вв. Института истории СО РАН.
Автор более 300 научных публикаций, в том числе 3-х монографий и нескольких учебных пособий.
Член редакционного совета журнала «Гуманитарные науки в Сибири».
Член комиссии по переименованиям при мэрии г. Новосибирска.
Член геральдической комиссии при администрации Новосибирской области.

## Семья
Жена — Валентина Ивановна.
Сыновья — Денис Михайлович (род. 1976 года), окончил историческое отделение Гуманитарного факультета НГУ, в 2002 году защитил кандидатскую диссертацию и в настоящее время работает старшим преподавателем кафедры истории и политологии Академии экономики и управления в г. Новосибирске; Павел Михайлович (род. 1979 года), после окончания средней школы работает на стройке.

## Награды
- Лауреат премии имени академика В. А. Коптюга (2003) (за фундаментальное исследование «Белорусы в Сибири 17-20 веков».)[1][2]
- Заслуженный работник высшей школы РФ (2008)[1]
- Знак отличия «За заслуги перед Новосибирской областью» (2018)[3]

## Научные труды

### Диссертации
- Шиловский М. В. Сибирское областничество накануне и в годы первой русской революции. 1895—1907 гг.: Автореф. дис. … канд. ист. наук / Новосиб. ун-т — Новосибирск, 1975 — 23 с.
- Шиловский М. В. Сибирское областничество во второй половине XIX — начале XX веков. Автореф… дис. докт. ист. наук. / Новосиб. ун-т. — Новосибирск, 1992. −34 с.

### Монографии
- Шиловский М. В. Первая русская революция в Сибири (к историографии проблемы). Учебное пособие./ Отв. ред. В. А. Демидов. — Новосибирск: Новосиб. ун-т, 1983.- 90 с.
- Шиловский М. В. Сибирские областники в общественно-политическом движении в конце 50-60-х гг. XIX в./ Отв. ред. Л. М. Горюшкин. — Новосибирск: Новосиб. ун-т, 1989. 144 с.
- Шиловский М. В. Успехи и просчеты в политике партии и государства в предвоенный период (1937—1941). Учебное пособие. / Отв. ред. В. А. Демидов. — Новосибирск: Новосиб. ун-т, 1989. 38 с.
- Шиловский М. В. Великая Отечественная: от трагедии поражений к великой победе. Методическое пособие. Новосибирск, 1993.- 80 с.
- Шиловский М. В. Общественно-политическое движение в Сибири второй половины XIX — начала XX века. Вып. 1. Областники. Учебное пособие. Новосибирск, 1995, 136 с.
- Шиловский М. В. Общественно-политическое движение в Сибири второй половины XIX — начала XX века. Вып. 2. Либералы. Учебное пособие. Новосибирск, 1995, 72 с.
- Шиловский М. В. Общественно — политическое движение в Сибири второй половины XIX — начала XX века. Вып. 3: Социалисты революционеры. Учебное пособие. -Новосибирск: Новосиб. ун-т, 1996. −84 с.
- Шиловский М. В., Кириллов А. К., Ноздрин Г. А., Ус Л. Б. Сибирские переселения. Документы и материалы: Сб. док. Новосибирск, 2003. Вып. 1.- 198 с.
- Шиловский М. В. Политические процессы в Сибири в период социальных катаклизмов 1917—1920 гг. Новосибирск, 2003. 427 с.
- Шиловский М. В. «Полнейшая самоотверженная преданность науке». Г. Н. Потанин. Биографический очерк. Новосибирск: ИД «Сова», 2004. 241 с.
- Шиловский М. В., Резун Д. Я. Сибирь, конец XVI — начало XX века: фронтир в контексте этносоциальных и этнокультурных процессов. / Отв. ред. член-корр. РАН В. А. Ламин. Новосибирск, 2005. 193 с.
- Шиловский М. В. Судьбы, связанные с Сибирью: Биографические очерки. Новосибирск, 2007. 376 с.
- Шиловский М. В. Сибирское областничество в общественно-политической жизни региона во второй половине XIX — первой четверти XX в. Новосибирск, 2008. 270 с.
- Шиловский М. В. Томский погром 20-22 октября 1905 г.: хроника, комментарий, интерпретация: Монография. Томск: Изд-во Томского ун-та, 2010. 150 с. ISBN 978-5-7511-1939-3 Научный редактор: д-р ист. наук В. П. Зиновьев Рецензент: д-р ист. наук Э. И. Черняк.
- Шиловский М. В. Первая русская революция 1905—1907 гг. в Сибири. Новосибирск: изд-во СО РАН, 2012.
- Шиловский  М. В. Первая мировая война 1914-1918 годов и Сибирь / Д.и.н. В. П. Зиновьев, рецензенты: д.и.н. В. Г. Кокоулин, к.и.н. И. П. Каменецкий, к.и.н. А. К. Кириллов. — Научное издание. — Новосибирск: Институт истории СО РАН, «Автограф», 2015. — 330 с. — ISBN 978-5-9906983-3-8, УДК 94(47) 083, ББК 63. 3(2) 532.

### Энциклопедии
- Шиловский М. В. Аргунов Андрей Александрович // История «белой» Сибири в лицах. Биографический справочник. СПб: Изд-во «Нестор», 1996. С. 6-7
- Шиловский М. В. Вологодский Петр Васильевич // История «белой» Сибири в лицах. Биографический справочник. СПб: Изд-во «Нестор», 1996. С. 7-10
- Шиловский М. В. Крутовский Владимир Михайлович // История «белой» Сибири в лицах. Биографический справочник. СПб: Изд-во «Нестор», 1996. С. 29-30
- Шиловский М. В. Михайлов Иван Андрианович // История «белой» Сибири в лицах. Биографический справочник. СПб: Изд-во «Нестор», 1996. С. 32-35
- Шиловский М. В. Новоселов Александр Ефремович // История «белой» Сибири в лицах. Биографический справочник. СПб: Изд-во «Нестор», 1996. С. 35-36
- Шиловский М. В. Патушинский Григорий Борисович // История «белой» Сибири в лицах. Биографический справочник. СПб: Изд-во «Нестор», 1996. С. 37-38
- Шиловский М. В., Звягин С. П. Пепеляев Виктор Николаевич // История «белой» Сибири в лицах. Биографический справочник. СПб: Изд-во «Нестор», 1996. С. 39-44
- Шиловский М. В. Сапожников Василий Васильевич // История «белой» Сибири в лицах. Биографический справочник. СПб: Изд-во «Нестор», 1996. С. 45-46
- Шиловский М. В. Серебренников Иван Иннокентьевич // История «белой» Сибири в лицах. Биографический справочник. СПб: Изд-во «Нестор», 1996. С. 46-47
- Шиловский М. В. Хорват Дмитрий Леонидович // История «белой» Сибири в лицах. Биографический справочник. СПб: Изд-во «Нестор», 1996. С. 57-58.
- Шиловский М. В. Алтайский округ Кабинета ЕИВ // Энциклопедия Новосибирск. / Отв. ред. В. А. Ламин. — Новосибирск: Кн. изд-во, ФГУИП «Советская Сибирь», 2003. С. 21-221 7 обзорных, тематических и 21 биографическая статья.
- Шиловский М. В. Анисимов А. И. // Энциклопедия Новосибирск. / Отв. ред. В. А. Ламин. — Новосибирск: Кн. изд-во, ФГУИП «Советская Сибирь», 2003. С. 24
- Шиловский М. В. Болдырев В. К.// Энциклопедия Новосибирск. / Отв. ред. В. А. Ламин. — Новосибирск: Кн. изд-во, ФГУИП «Советская Сибирь», 2003. С. 106)
- Шиловский М. В. Витте С. Ю.// Энциклопедия Новосибирск. / Отв. ред. В. А. Ламин. — Новосибирск: Кн. изд-во, ФГУИП «Советская Сибирь», 2003. С. 150
- Шиловский М. В. Военные училища Новосибирска в годы Великой Отечественной войны // Энциклопедия Новосибирск. / Отв. ред. В. А. Ламин. — Новосибирск: Кн. изд-во, ФГУИП «Советская Сибирь», 2003. С. 160—161
- Шиловский М. В. 18-я, 22, 96-я гвардейские, 140-я, 235-я стрелковые дивизии, 278-я истребительная авиадивизия (с. 163—165)
- Шиловский М. В. Гайда Р. // Энциклопедия Новосибирск. / Отв. ред. В. А. Ламин. — Новосибирск: Кн. изд-во, ФГУИП «Советская Сибирь», 2003. С. 183
- Шиловский М. В. Гондатти Н. Л. // Энциклопедия Новосибирск. / Отв. ред. В. А. Ламин. — Новосибирск: Кн. изд-во, ФГУИП «Советская Сибирь», 2003. С. 210
- Шиловский М. В. Гришин-Алмазов А. Н. // Энциклопедия Новосибирск. / Отв. ред. В. А. Ламин. — Новосибирск: Кн. изд-во, ФГУИП «Советская Сибирь», 2003. С. 240
- Шиловский М. В. Западно-Сибирский комиссариат // Энциклопедия Новосибирск. / Отв. ред. В. А. Ламин. — Новосибирск: Кн. изд-во, ФГУИП «Советская Сибирь», 2003. С. 334
- Шиловский М. В. Комитет общественной безопасности Новониколаевска // Энциклопедия Новосибирск. / Отв. ред. В. А. Ламин. — Новосибирск: Кн. изд-во, ФГУИП «Советская Сибирь», 2003. С. 431
- Шиловский М. В. Клеппер А. Ф. // Энциклопедия Новосибирск. / Отв. ред. В. А. Ламин. — Новосибирск: Кн. изд-во, ФГУИП «Советская Сибирь», 2003. С. 413
- Шиловский М. В. Ковальчук Е. Б. // Энциклопедия Новосибирск. / Отв. ред. В. А. Ламин. — Новосибирск: Кн. изд-во, ФГУИП «Советская Сибирь», 2003. С. 417
- Шиловский М. В. Линдберг М. Я. // Энциклопедия Новосибирск. / Отв. ред. В. А. Ламин. — Новосибирск: Кн. изд-во, ФГУИП «Советская Сибирь», 2003. С. 490
- Шиловский М. В. Новониколаевск в 1917 г. // Энциклопедия Новосибирск. / Отв. ред. В. А. Ламин. — Новосибирск: Кн. изд-во, ФГУИП «Советская Сибирь», 2003. С. 575—577)
- Шиловский М. В. Новониколаевск в период революции 1905—1907 гг. // Энциклопедия Новосибирск. / Отв. ред. В. А. Ламин. — Новосибирск: Кн. изд-во, ФГУИП «Советская Сибирь», 2003. С. 578—579
- Шиловский М. В. Новониколаевск во время гражданской войны 1918—1919 гг. // Энциклопедия Новосибирск. / Отв. ред. В. А. Ламин. — Новосибирск: Кн. изд-во, ФГУИП «Советская Сибирь», 2003. С. 579—580
- Шиловский М. В. Новониколаевская городская организация РСДРП(б) // Энциклопедия Новосибирск. / Отв. ред. В. А. Ламин. — Новосибирск: Кн. изд-во, ФГУИП «Советская Сибирь», 2003. С. 583
- Шиловский М. В. Новониколаевская городская организация РСДРП (меньшевики) // Энциклопедия Новосибирск. / Отв. ред. В. А. Ламин. — Новосибирск: Кн. изд-во, ФГУИП «Советская Сибирь», 2003. С. 583—584
- Шиловский М. В. Новониколаевская наступательная операция 1919 г. // Энциклопедия Новосибирск. / Отв. ред. В. А. Ламин. — Новосибирск: Кн. изд-во, ФГУИП «Советская Сибирь», 2003. С. 585—586
- Шиловский М. В. Новониколаевский отдел «Общества изучения Сибири и улучшения её быта» // Энциклопедия Новосибирск. / Отв. ред. В. А. Ламин. — Новосибирск: Кн. изд-во, ФГУИП «Советская Сибирь», 2003. С. 588
- Шиловский М. В. Новониколаевское городское народное собрание // Энциклопедия Новосибирск. / Отв. ред. В. А. Ламин. — Новосибирск: Кн. изд-во, ФГУИП «Советская Сибирь», 2003. С. 588
- Шиловский М. В. Омельков М. Ф. // Энциклопедия Новосибирск. / Отв. ред. В. А. Ламин. — Новосибирск: Кн. изд-во, ФГУИП «Советская Сибирь», 2003. С. 647
- Шиловский М. В. Петухов А. И. // Энциклопедия Новосибирск. / Отв. ред. В. А. Ламин. — Новосибирск: Кн. изд-во, ФГУИП «Советская Сибирь», 2003. С. 672
- Шиловский М. В. Путна В. К. // Энциклопедия Новосибирск. / Отв. ред. В. А. Ламин. — Новосибирск: Кн. изд-во, ФГУИП «Советская Сибирь», 2003. С. 721—722
- Шиловский М. В. Рожков Н. А. // Энциклопедия Новосибирск. / Отв. ред. В. А. Ламин. — Новосибирск: Кн. изд-во, ФГУИП «Советская Сибирь», 2003. С. 741—742
- Шиловский М. В. Романов В. Р. // Энциклопедия Новосибирск. / Отв. ред. В. А. Ламин. — Новосибирск: Кн. изд-во, ФГУИП «Советская Сибирь», 2003. С. 742
- Шиловский М. В. Сазонов А. В. // Энциклопедия Новосибирск. / Отв. ред. В. А. Ламин. — Новосибирск: Кн. изд-во, ФГУИП «Советская Сибирь», 2003. С. 753
- Шиловский М. В. «Сахарный» бунт 9 ноября 1916 г. // Энциклопедия Новосибирск. / Отв. ред. В. А. Ламин. — Новосибирск: Кн. изд-во, ФГУИП «Советская Сибирь», 2003. С. 757
- Шиловский М. В. Семенов Ф. С. // Энциклопедия Новосибирск. / Отв. ред. В. А. Ламин. — Новосибирск: Кн. изд-во, ФГУИП «Советская Сибирь», 2003. С. 761
- Шиловский М. В. Серебренников Ф. П. // Энциклопедия Новосибирск. / Отв. ред. В. А. Ламин. — Новосибирск: Кн. изд-во, ФГУИП «Советская Сибирь», 2003. С. 763
- Шиловский М. В. Сквер Героев революции // Энциклопедия Новосибирск. / Отв. ред. В. А. Ламин. — Новосибирск: Кн. изд-во, ФГУИП «Советская Сибирь», 2003. С. 802
- Шиловский М. В. Столыпин П. А. // Энциклопедия Новосибирск. / Отв. ред. В. А. Ламин. — Новосибирск: Кн. изд-во, ФГУИП «Советская Сибирь», 2003. С. 830—831
- Шиловский М. В. Томская губерния // Энциклопедия Новосибирск. / Отв. ред. В. А. Ламин. — Новосибирск: Кн. изд-во, ФГУИП «Советская Сибирь», 2003. С. 875
- Шиловский М. В. Унгерн Р. Ф. // Энциклопедия Новосибирск. / Отв. ред. В. А. Ламин. — Новосибирск: Кн. изд-во, ФГУИП «Советская Сибирь», 2003. С. 901
- Шиловский М. В. Чехословацкого корпуса мятеж // Энциклопедия Новосибирск. / Отв. ред. В. А. Ламин. — Новосибирск: Кн. изд-во, ФГУИП «Советская Сибирь», 2003. С. 958
- Шиловский М. В. Шамшины // Энциклопедия Новосибирск. / Отв. ред. В. А. Ламин. — Новосибирск: Кн. изд-во, ФГУИП «Советская Сибирь», 2003. С. 963—964
- Шиловский М. В. Эйхе Г. Х. // Энциклопедия Новосибирск. / Отв. ред. В. А. Ламин. — Новосибирск: Кн. изд-во, ФГУИП «Советская Сибирь», 2003. С. 991
- Шиловский М. В. Балакшин А. Н. // Большая Тюменская энциклопедия. Т. 1. Тюмень, 2004. — С. 123.
- Шиловский М. В. Временное Сибирское правительство // Большая Тюменская энциклопедия. Т. 1. — Тюмень, 2004. С. 282—283.
- Шиловский М. В. Сибирское областничество // Большая Тюменская энциклопедия. Т. 3. — Тюмень, 2004. С. 103—104.
- Шиловский М. В. Сперанский М. М. // Большая Тюменская энциклопедия. Т. 3. — Тюмень, 2004. С. 345—346.
- Шиловский М. В. Политическая культура предпринимателей дореволюционной Сибири // Краткая энциклопедия по истории купечества и коммерции Сибири. В 4 тотах. Т. 3. Кн. 3. / Отв. ред. Д. Я. Резун, Д. А. Терешков. -Новосибирск: РИПЭЛ плюс, 1997. С. 26-29.
- Шиловский М. В. Попов Иван Иванович // Краткая энциклопедия по истории купечества и коммерции Сибири. В 4 томах. Т. 3. Кн. 3. / Отв. ред. Д. Я. Резун, Д. А. Терешков. — Новосибирск: РИПЭЛ плюс, 1997. С. 38-39.
- Шиловский М. В. Художественная литература о предпринимателях Сибири // Краткая энциклопедия по истории купечества и коммерции Сибири. В 4 томах. Т. 4. Кн. 2. /Отв. ред. Д. Я. Резун, Д. А. Терешков. — Новосибирск: РИПЭЛ плюс, 199. С. 93-96.

### Статьи
- Шиловский М. В. Октябрьские события 1905 года в Томске и Красноярске // Тезисы VI Всесоюзной научной студенческой конференции Новосибирского гос. ун-та: История, филология.- Новосибирск: Новосиб. ун-т, 1968. С. 2-3.
- Шиловский М. В. Динамика потерь немецких сухопутных войск во второй мировой войне// Применение количественных методов в исторических исследованиях: Сб. статей.- Новосибирск: Новосиб. ун-т, 1969. С. 40-51.
- Шиловский М. В. Первый съезд Сибирского областного союза // Тезисы докладов IX научной конференции студентов и аспирантов: История. Филология.- Новосибирск: Новосиб. ун-т, 1971. С. 29-30.
- Шиловский М. В. Областники и проблемы железнодорожного строительства в Сибири // Тезисы докладов X Всесоюзной студенческой конференции. Новосибирского гос. ун-та: История, филология.- Новосибирск, 1972. С. 59-61.
- Шиловский М. В. Эволюция взглядов сибирских областников на крестьянство края в конце XIX — начале XX вв. // Изменения в составе и культурно-техническом уровне рабочего класса и крестьянства Сибири: Тезисы докладов и сообщений Всесоюзного симпозиума./ Отв. ред. А. П. Окладников. — Новосибирск: Ин-т истории, филологии и философии СО АН СССР, 1974. С. 143—146.
- Шиловский М. В. О периодизации истории областнического движения в Сибири // Изв. СО АН СССР: Серия общественных наук.- Новосибирск- 1975.- № 6.- Вып. 2.- С. 96-101.
- Шиловский М. В. Взаимоотношения сибирских областников с эсерами и кадетами в годы первой русской революции // Некоторые вопросы истории древней и современной Сибири. Сб. научных трудов / Отв. ред. А. П. Деревянко. — Новосибирск: ГПНТБ, 1976. С. 50-59.
- Шиловский М. В. Советские историки о деятельности большевиков Западной Сибири в период отступления первой русской революции // Вопросы историографии социалистического и коммунистического строительства в Сибири. Сб. научных трудов./ Отв. ред. Б. М. Шерешевский — Новосибирск: Новосиб. ун-т, 1977. С. 33-54.
- Шиловский М. В. Некоторые вопросы истории сибирского областничества в период подъёма первой русской революции // Ссылка и общественно-политическая жизнь в Сибири (XVIII — начало XX вв.). / Отв. ред. Л. М. Горюшкин. — Новосибирск: Наука, Сибирское отделение, 1978. С. 110—125.
- Шиловский М. В. Деятельность партийной организации вуза по развитию и совершенствованию процесса военно-патриотического воспитания // Деятельность партийных организаций Сибири по осуществлению ленинского плана социалистического строительства. Сб. статей. — Новосибирск: Новосиб. ун-т, 1979. С. 121—129.
- Шиловский М. В. Эсеры и сибирские областники в начале XX века // Изв. СО АН СССР: Серия общественных наук. — Новосибирск, 1980. Вып. 1. — № 1.- С. 77-82.
- Шиловский М. В., Ноздрин Г. А. На межвузовской конференции // Ленинец / Тюменский ун-т. — 1980 — № 1.
- Шиловский М. В. Борьба большевиков Сибири с областничеством в период подготовки и проведения Великой Октябрьской социалистической революции в освещении советской историографии // Большевики Сибири в трех революциях: Сб. научных трудов./ Отв. ред. В. А. Демидов. — Новосибирск: Новосиб. ун-т, 1981. С. 89-110.
- Шиловский М. В. Итоги изучения советскими историками общественно-политического движения в Сибири эпохи капитализма // Сибирь в прошлом, настоящем и будущем: Тезисы докл. и сообщ. Всесоюз. науч. конф. — Новосибирск: Институт истории, филологии и философии СО АН СССР, 1981. — Вып. 1 — Сибирь в эпоху феодализма и капитализма./ Отв. ред. Л. М. Горюшкин — С. 85-89.
- Шиловский М. В. Сибирские областники и вопросы промышленного развития края в конце XIX — начале XX вв. // Рабочий класс центра страны и Сибири (конец XIX — начало XX вв.) / Отв. ред. Л. М. Горюшкин — Новосибирск: Наука, Сибирское отделение, 1981. С. 246—254.
- Шиловский М. В. Некоторые вопросы изучения деятельности стачечных и смешанных комитетов на сибирских железных дорогах в период революции 1905—1907 гг. // Проблемы истории революционного движения и борьбы за власть Советов в Сибири (1905—1920 гг.). — Томск: Том. ун-т, 1982. С. 49-55.
- Шиловский М. В. Особенности процесса военно-патриотического воспитания как части идеологической работы Коммунистической партии // Актуальные проблемы коммунистического воспитания. Сб. статей. / Отв. ред. В. П. Фофанов. — Новосибирск: Новосиб. ун-т, 1982. С. 43-51.
- Шиловский М. В. Отношение сибирских областников к развитию транспортных коммуникаций между Сибирью и Европейской Россией в конце XIX — начале XX вв. // Россия и социально-экономическое развитие Сибири: Зонал. науч. конф. / Отв. ред. В. В. Коновалов — Тюмень: Тюмен. ун-т, 1982. — В.1.- С. 45-46.
- Шиловский М. В. Взаимоотношения сибирских областников с политическими ссыльными во второй половине XIX — начале XX веков // Ссыльные революционеры в Сибири. Сб. статей./ Отв. ред. Н. Н. Шербаков. — Иркутск: Иркут. ун-т, 1983. Вып. 8. С. 115—124.
- Шиловский М. В. Народное образование // Крестьянство Сибири в эпоху капитализма./ Отв. ред. Л. М. Горюшкин — Новосибирск: Наука, Сибирское отделение, 1983. С. 327—333.
- Шиловский М. В. Оценка роли союзного комитета Сибирского союза РСДРП в революции 1905—1907 гг. в советской исторической литературе // Революция 1905—1907 гг. на Урале и в Сибири. Сб. статей./ Отв. ред. Д. И. Копылов. — Свердловск: Тюм. ун-т, 1983. С. 3-7.
- Шиловский М. В. Использование большевиками Сибири объединений и собраний городской и сельской интеллигенции для усиления работы в массах в 1905 г. // Город и деревня Сибири в досоветский период: Бахрушинские чтения 1984 г / Отв. ред. Н. А. Миненко.- Новосибирск: Изд. Новосиб. ун-та, 1984. С. 142—149.
- Шиловский М. В. Историография борьбы большевиков Сибири с кадетами в период революции 1905—1907 гг. // Революция 1905—1907 гг. и борьба трудящихся Сибири против царизма: Тезисы науч. конф. посвященной 80-летию революции 1905—1907 гг./ Отв. ред В. М. Самосудов. — Омск: Омский пединститут, 1985. С. 39-42.
- Шиловский М. В. Сибирское областничество и контрреволюция: К проблеме взаимоотношения // Из истории интервенции и гражданской войны в Сибири и на Дальнем Востоке. 1917—1922 гг./ Отв. ред. В. И. Шишкин. — Новосибирск: Наука, 1985. С. 169—175.
- Шиловский М. В. Оформление программы сибирских областников в период революции 1905—1907 гг. // Революционное и общественное движение в Сибири в конце XIX -начале XX вв. Новосибирск, 1986. С. 119—132.
- Шиловский М. В., Горюшкин Л. М. О книге Н. И. Кабацкого «Социал-демократические организации Сибири в борьбе за массы в революции 1905—1907 годов» // Большевики во главе трудящихся масс Сибири в трех российских революциях: Межвузовский сборник научных трудов./ Отв. ред. В. А. Демидов. — Новосибирск, 1986. С. 106—119.
- Шиловский М. В. Борьба большевиков против Сибирской областной думы в конце 1917 — начале 1918 гг. // Большевики во главе трудящихся масс Сибири в трех российских революциях: Межвузовский сборник научных трудов./ Отв. ред. В. А. Демидов. — Новосибирск, 1986. С. 53-62.
- Шиловский М. В. Произведения Н. М. Ядринцева 70-80-х гг. XIX в. как источник по изучению исторического опыта освоения Сибири. // Исторический опыт освоения Сибири: Тезисы докл. Всесоюзной науч. конф. — Новосибирск: Институт истории, филологии и философии СО АН СССР, 1986. Вып. 1: Освоение Сибири с древнейших времен до октября 1917 г. / Отв. ред. Р. С. Васильевский. — С. 127—129.
- Шиловский М. В. Состояние историографического изучения деятельности сибирских организаций РСДРП в период первой русской революции // Революционное и общественное движение в Сибири в конце XIX — начале XX вв./ Отв. ред. Л. М. Горюшкин. — Новосибирск: Наука, Сибирское отделение, 1986. С. 170—176.
- Шиловский М. В. Большевики Сибири и областнические съезды 1917 г. // Большевики Сибири в борьбе за победу Великой Октябрьской социалистической революции. Сб. науч. трудов. / Отв. ред. В. А. Демидов. — Новосибирск: Новосиб. ун-т, 1987. С. 48-57.
- Шиловский М. В. Взаимоотношения политических ссыльных и областников в Сибири в освящении советских историков // Политическая ссылка в Сибири XIX — нач. XX в.: Историография и источники. / Отв. ред. Л. М. Горюшкин. — Новосибирск: Наука, 1987. С. 48-53.
- Шиловский М. В. Организации непролетарских партий и группировок в Сибири периода Октябрьской социалистической революции в освещении советских историков // Великий Октябрь и социалистическое строительство на Урале и в Сибири в переходный период (проблемы историографии и источниковедения) / Отв. ред. В. В. Коновалов. — Тюмень: Тюм. ун-т, 1987. С. 20-22.
- Шиловский М. В. Об авторстве и времени написания прокламаций «Сибирским патриотам» и «Патриотам Сибири» // Социально-экономические отношения и классовая борьба в Сибири дооктябрьского периода. / Отв. ред. Л. М. Горюшкин. — Новосибирск: Наука, 1987. С. 98-110.
- Шиловский М. В. Г. Н. Потанин и Алтай // Алтай в прошлом и настоящем: 50 лет Алтайского края. Тезисы докладов к научно-практической конф./ Отв. ред. В. А. Ковалев. — Барнаул, 1987. С. 90-93.
- Шиловский М. В. Сибирские областники и организации непролетарских партий в 1917 г. // . Великий Октябрь и социалистические преобразования в Сибири: Тезисы докл. И сооб. Всесоюзной науч. конф. / Отв. ред. Л. М. Горюшкин. — Новосибирск: Институт истории филологии и философии СО АН СССР, 1987 — Секции I, II, III. С. 75-77.
- Шиловский М. В. Сибирские областники в период колчаковщины // Классовая борьба в Сибири в переходный период. Сб. статей. / Отв. ред. В. В. Коновалов. — Тюмень: Тюм. ун-т, 1987. С. 28-36.
- Шиловский М. В. Оценка Н. М. Ядринцевым характера социально-экономического развития Сибири в 70-е — первой половине 90-х гг. XIX в. // Хозяйственное освоение Сибири в период капитализма. Историография проблемы. / Отв. ред. Л. М. Горюшкин. — Новосибирск: наука, Сибирское отделение, 1988. С. 190—202.
- Шиловский М. В. Сибирские областники 60-80-х гг. XIX в. о переселениях // Историография и источники изучения исторического опыта освоения Сибири. Тезисы докл. и сообщ. Всесоюзной науч. конф. / Отв. ред. Л. М. Горюшкин. — Новосибирск, 1988. Вып. 1: Досоветский период. С. 195—196.
- Шиловский М. В. Характеристика сибирского областничества в произведениях В. Н. Соколова // Политическая ссылка и революционное движение в России. Конец XIX — нач. XX в. Сб. науч. трудов. / Отв. ред. Л. М. Горюшкин. — Новосибирск: Наука, Сибирское отделение, 1988. С. 134—142.
- Шиловский М. В. Переговоры Реввоенсовета 5-й армии и Сибревкома с делегацией Политцентра в Томске в январе 1920 г. // Сибиряки в борьбе за власть Советов, за защиту социалистического Отечества: Тезисы Всесоюзной науч. конф. / Отв. ред. В. И. Шишкин.- Новосибирск: Институт истории филологии и философии СО АН СССР, 1990. — Секции I, II. С. 43-45.
- Шиловский М. В. Сибирские областники в годы гражданской войны (1918—1920) // Классы и политические партии в Октябрьской революции и гражданской войне в Сибири. Межвузовский сб. науч. трудов. / Отв. ред. Д. М. Зольников — Новосибирск: Новосиб. ун-т, 1991. С. 50-63.
- Шиловский М. В. Сибирские областники и выборы в Учредительное собрание // История советской России: Новые идеи, суждения: Тезисы докл. Республиканской науч. конф. / Отв. ред. В. В. Коновалов. — Тюмень: Тюм. ун-т, 1991. Ч. 1. С. 26-27.
- Шиловский М. В. История и теория сибирского областничества // Сибирь: Политика. Экономика. Управление, Новосибирск-1992. — № 1.-С. 97-109.
- Шиловский М. В. Некоторые вопросы охраны природы Сибири периода капитализма // Проблемы общественно-политической и культурной жизни Сибири (XIX в.). Сб. науч. статей./ Отв. ред. Н. А. Яковлева. — Барнаул: Алтайский ун-т, 1992. С. 133—134.
- Шиловский М. В. «Общество изучения Сибири и улучшения её быта» и его роль в развитии науки и культуры Сибири начала XX века // Роль науки в освоении восточных районов страны: Тезисы докл. и сообщ. Всероссийской науч. конф./ Отв. ред. Л. М. Горюшкин. Новосибирск: Институт истории СО РАН, 1992. С. 37-39.
- Шиловский М. В. Публицист, ученый, патриот (Н. М. Ядринцев) // Наука в Сибири −1992.- № 38.
- Шиловский М. В. Н. М. Ядринцев — создатель и редактор газеты «Восточное обозрение» // Научная конференция памяти Николая Михайловича Ядринцева. / Отв. ред. В. П. Корзун, В. И. Матющенко. Омск: Омский ун-т, 1992. С. 6-8.
- Шиловский М. В. Вклад сибирских областников в развитие российской журналистики второй половины XIX в. // Роль Сибири в истории России. Сб. науч. трудов. / Отв. ред. Л. М. Горюшкин. -Новосибирск: Новосиб. ун-т, 1993. С. 57-65.
- Шиловский М. В. Как СибВО собирался нападать на Германию 6 июля 1941 г. // Наука в Сибири.-1993. № 42 — 43.
- Шиловский М. В. Некоторые методологические проблемы изучения истории российских общественно-политических движений и политических партий // История общественных движений и политических партий России. / Отв. ред. В. П. Зиновьев. — Томск: Том. ун-т, 1993. С. 34-36.
- Шиловский М. В. Омские события последней декады сентября 1918 г. // Вопросы истории Сибири XX века. / Отв. ред. М. В. Шиловский. — Новосибирск: Новосиб. ун-т, 1993. С. 21-38.
- Шиловский М. В. Сибирские областники о некоторых вопросах промышленного развития региона в начале XX в. // Из истории общественных организаций в Сибири. Сб. науч. трудов./ Отв. ред. Е. Э. Казаков. — Новосибирск: Новосиб. ун-т, 1993. С. 18-25.
- Шиловский М. В. Сибирь и Учредительное собрание // Сибирь: Политика. Экономика. Управление. Новосибирск.- 1993. — № 1. С. 82-87.
- Шиловский М. В. Декабрист, историк, публицист (Д. И. Завалишин)// Наука в Сибири, 1994. № 25.
- Шиловский М. В. Кем был открыт Каракорум? // Наука в Сибири.-1994. — № 5.
- Шиловский М. В. Из истории газеты «Восточное обозрение» (1882—1906) // Из прошлого Сибири. Сб. науч. трудов. / Отв. ред. Е. Э. Казаков. — Новосибирск: Новосиб. ун-т, 1994. Вып. 1. Ч. 1. С. 5-16.
- Шиловский М. В. Н. В. Некрасов (страницы биографии) // Из прошлого Сибири. Сб. науч. трудов. / Отв. ред. Е. Э. Казаков. — Новосибирск: Новосиб. ун-т, 1994. Вып. 1. Ч. 2. С. 26-37.
- Шиловский М. В. Проблема регионализма (федерализма) в отечественной истории дореволюционного периода // Новое в изучении и преподавании истории в вузах. Материалы научно-практической конф./ Отв. ред. Л. И. Боженко. — Томск: Том. ун-т, 1994. С. 39-40.
- Шиловский М. В. Разработка областниками концепции региональной специфики Сибири (вторая половина XIX — нач. XX вв.) // Байкальская историческая школа: проблемы региональной истории. Тезисы докладов и сообщ. науч. конф., посвященной памяти М. А. Гудошникова и Ф. А. Кудрявцева. Иркутск: Иркутский ун-т, 1994. Ч. 1. С. 180—185.
- Шиловский М. В. Сибирская областническая эмиграция 1920-30-х годов о региональном самоуправлении // Культура: философия и история. Томск: Том. ун-т, 1994. С. 100.
- Шиловский М. В. Ссыльные писатели народники 80-х гг. XIX века о Сибири // Социально — политические проблемы истории Сибири. Сборник научных трудов. / Отв. ред. В. И. Шишкин. — Новосибирск: Новосиб. ун-т, 1994. С. 27-36.
- Шиловский М. В. Хроника областнического движения в Сибири // Материалы к хронике общественного движения в Сибири в 1895—1917 гг. / Отв. ред. В. П. Зиновьев. — Томск: Том. ун-т, 1994. С. 6-16.
- Шиловский М. В. Воздействие Великой Отечественной войны 1941—1945 гг. на развитие СССР // 50 лет победы советского народа над фашизмом в Великой Отечественной войне. Материалы науч. конф. Новосибирск, 1995. С. 366—371.
- Шиловский М. В. Книга Памяти Новосибирской области дореволюционного периода // Страницы истории Новосибирской области. Люди, события, культура. Тезисы докл. и сообщ. Первой областной научно-практической конф. краеведов. Новосибирск, 1995, ч. 1. С. 154—157.
- Шиловский М. В. Областники были бы против // Россия, Москва и альтернативная столица. М., 1995. С. 20-22.
- Шиловский М. В. Родина — писателю (к 165-летию со дня рождения А. П. Щапова) // Наука в Сибири, 1995. № 41.
- Шиловский М. В. Самоотверженная преданность науке (Г. Н. Потанин) // Наука в Сибири, 1995. № 38.
- Шиловский М. В. Сибирская областная дума (август — ноябрь 1918 г.) // История «белой» Сибири. Тезисы науч. конф. Кемерово, 1995. С. 23-26.
- Шиловский М. В. Сибирский представительный орган: от замыслов к драматическому финалу (январь — ноябрь 1918 г.) // Сибирь в период гражданской войны. Учебное пособие. Кемерово, 1995. С. 4-18.
- Шиловский М. В. Г. К. Жуков в отечественной историографии // Маршал Г. К. Жуков: история и современность (к 100-летию со дня рождения). Материалы региональной научно-практической конф./ Отв. ред. Е. А. Соколков. — Новосибирск: Новосиб. гум. инст., 1996. С. 101—108.
- Шиловский М. В. Г. Н. Потанин: личность, ученый, политик // Доклады региональных межвузовских «Потанинских чтений», посвященных 160-летию со дня рождения Григория Николаевича Потанина. / Отв. ред. С. Ф. Фоминых. — Томск: Том. ун-т, 1996. С. 12-19.
- Шиловский М. В. Г. Н. Потанин и Горный Алтай // Горный Алтай и Россия 240 лет./ Отв. ред. Н. В. Белоусова. — Горно-Алтайск, 1996. С. 85-88.
- Шиловский М. В. Забытая революция (к 90-летию первой российской революции) // Наука в Сибири.- 1996. — № 2.
- Шиловский М. В. Некоторые особенности оформления и эволюции либеральной тенденции в дореволюционной Сибири // Вопросы истории Сибири XX века. Межвузовский сборник научных трудов. / Отв. ред. М. В. Шиловский. — Новосибирск: Новосиб. ун-т, 1996. С. 3-17.
- Шиловский М. В. Областничество // Краткая энциклопедия по истории купечества и коммерции Сибири в четырёх томах. Т. 3. Кн. 2/ /Отв. ред. Д. Я. Резун, Д. Н. Терешков. — Новосибирск: РИПЭЛ плюс, 1996 С. 56 −59
- Шиловский М. В. Побудительные мотивы благотворительной деятельности сибирских предпринимателей. // К истории предпринимательства в Сибири. Материалы Всерос. науч. конф. / Отв. ред. Л. М. Горюшкин. — Новосибирск: Институт истории СО РАН, 1996. С. 79-83.
- Шиловский М. В. Проблема регионализма в дореволюционной литературе// Из прошлого Сибири. Сб. научных трудов. / Отв. ред. Е. Э. Казаков. — Новосибирск: Новосиб. ун-т, 1996. Вып. 2. Ч. 1. С. 22-29.
- Шиловский М. В. Роль насилия в регулировании отношений в крестьянской среде в Сибири (XIX — начало XX в.) // Проблемы истории местного управления Сибири XVII—XX веков. Тезисы докладов регион. науч. конф. / Отв. ред. В. И. Шишкин. — Новосибирск: Институт истории СО РАН, 1996. С. 39-42.
- Шиловский М. В. Сибирские областники и организации неонароднических партий в 1917 г. // Из истории революций в России (первая четверть XX в.). Материалы Всероссийского симпозиума, посвященного памяти проф. И. М. Разгона. / Отв. ред. Л. И. Боженко. -Томск: Том. ун-т, 1996.Вып. 2. С. 189—197.
- Шиловский М. В. Съезд Сибирского областного союза (август 1905 г.) // Социально-демографические проблемы истории Сибири XVII—XX вв. / Отв. ред. В. И. Шишкин. — Новосибирск: Новосиб. ун-т, 1996. С. 45-52.
- Шиловский М. В. Факторы, определяющие политическую активность сибирского крестьянства в годы социальных катаклизмов начала XX века. // История крестьянства Урала и Сибири в годы гражданской войны. Тезисы докл. Всероссийской науч. конф., посвященной 75-летию Западносибирского крестьянского восстания 1921 г. / Отв. ред. В..В. Коновалов. — Тюмень: Тюм. ун-т, 1996. С. 68-71.
- Шиловский М. В. А был ли П. А. Столыпин реформатором? // П. А. Столыпин и исторический опыт реформ в России (тезисы докл. и сообщ. научно-практической конф. посвященной 135-летию со дня рождения П. А. Столыпина). / Отв. ред. А. П. Толочко.- Омск: Омский ун-т, 1997. С. 63-67.
- Шиловский М. В. В. П. Сукачев // Краткая энциклопедия по истории купечества и коммерции Сибири. В 4 томах. Т.4. Кн. 1. / Отв. ред. Д. Я. Резун, Д. А. Терешков. — Новосибирск: РИПЭЛ плюс, 1997. С. 95-96.
- Шиловский М. В. История университетского вольнодумия // Наука в Сибири.- 1997. — № 42.
- Шиловский М. В. К вопросу о политической оценке государственного переворота 18 ноября 1918 г. в Омске // Сибирь: XX век. Сб. науч. трудов./ Отв. ред. С. В. Макарчук. — Кемерово: Кузбассвузиздат, 1997. Вып. 1. С. 48-53.
- Шиловский М. В. Материалы следственного дела областников в Государственном архиве Новосибирской области // Проблемы истории местного управления Сибири XVII—XX веков. Тезисы докл. региональной науч. конф./ Отв. ред. В. И. Шишкин.- Новосибирск: Институт истории СО РАН, 1997. С. 43-47.
- Шиловский М. В. Новониколаевск как столица «белой» Сибири (к истории Западно-Сибирского комиссариата) // Вопросы краеведения Новосибирска и Новосибирской области. Сборник научных трудов, посвященных 60-летию Новосибирской области. / Отв. ред. Л. М. Горюшкин, В. А. Зверев. — Новосибирск: Изд-во СО РАН НИЦ ОИГГМ, 1997. С. 103—111.
- Шиловский М. В. О некоторых актуальных вопросах источниковедения отечественной истории XX века // Сибирские архивы и историческая наука. Материалы научной конф., посвященной 50-летию Государственного архива Кемеровской области. / Отв. ред. В. А. Сергиенко. -Кемерово: Кузбассвузиздат, 1997. С. 39-42.
- Шиловский М. В. Областники и аграрный вопрос в Сибири на рубеже XIX—XX вв. // Сибирь в XVI—XX веках. Экономика, общественно-политическая жизнь и культура. / Отв. ред. Н. Н. Покровский. — Новосибирск Изд-во СО РАН НИЦ ОИГГМ, 1997. С. 131—139.
- Шиловский М. В. Общественно-политическое движение в Сибири во второй половине XIX — начале XX века. Вып. 4. Социал-демократы. Учебное пособие. / М. В. Шиловский. — Новосибирск: Новосиб. ун-т, 1997. — 127 с.
- Шиловский М. В. Политическая ориентация членов Временного всероссийского правительства (Директории) (22 августа — 18 ноября 1918 г.) // История «белой» Сибири. Тезисы 2-й науч. конф. / Отв. ред. С. П. Звягин. — Кемерово: Кузбассвузиздат, 1997. С. 12-15.
- Шиловский М. В. Родоначальник сибирского областничества (к 160-летию со дня рождения Н. С. Щукина) // Гуманитарные исследования: итоги последних лет. Сборник тезисов науч. конф., посвященной 35-летию гуманитарного факультета НГУ. / Отв. ред. Н. В. Куксанова. — Новосибирск: Новосиб. ун-т, 1997. С. 295—296.
- Шиловский М. В. Сибирские областники и «инородческий» вопрос в 70-90-е годы XIX в. // Сибирь на рубеже XIX—XX веков. Межвузовский сборник научных трудов / Отв. ред. М. В. Шиловский. — Новосибирск: Новосиб. ун-т, 1997. С. 40-43.
- Шиловский М. В. 1917 год: причины // Октябрь 1917 года: уроки истории и современность. Материалы науч. конф. /Отв. ред. С. В. Макарчук. -Кемерово: Кузбассвузиздат, 1997. С. 3-5.
- Шиловский М. В. А. В. Адрианов — исследователь культуры саяно-алтайских народов // История и культура народов Саяно-Алтая: в прошлом, настоящем и будущем. Тезисы Международной конф./ Отв. ред. Н. С. Модоров. — Горно-Алтайск: Горно-Алтайский ун-т, 1998. С. 66-69.
- Шиловский М. В. Дело сибирских областников 1865 г. // Изв. Омского гос. историко-краеведческого музея. — 1998. — № 6. — С. 229—246.
- Шиловский М. В. Начальник «счастливой Хорватии» // 100-летие города Харбина и КВЖД. Материалы конф. Новосибирск, 1998. С. 74-77.
- Шиловский М. В. «Национальная идея» Эльбека-Доржи Ринчино // Международная научно-теоретическая конф. «Эльбек-Доржи Ринчино и народно-демократическое движение в России, Центральной Азии в XX веке». Доклады, тезисы, сообщения. Улан-Удэ: Институт монголоведения, буддологии и тибетологии СО РАН, 1998. С. 9-12.
- Шиловский М. В. Некоторые вопросы взаимоотношений русских и казахов в Степном крае (XVIII — начало XX в.) // Степной край: зона взаимодействия русского и казахского народов (XVIII—XX вв.). Международная науч. конф., посвященная 175-летию Омской области. Тезисы докл. и сообщ. / Отв. ред. А. П. Толочко. — Омск: Омский ун-т, 1998. С. 14-17.
- Шиловский М. В. Н. С. Щукин в деле сибирских областников 1865 г. // Музей и общество на пороге XXI века. Материалы Всерос. науч. конф., посвященной 120-летию Омского гос. историко-краеведческого музея. / Отв. ред. П. П. Вибе. — Омск: Омский историко- краеведческий музей, 1998. С. 77-78.
- Шиловский М. В. Первый сибирский областной съезд (октябрь 1917 г.) // Вопросы истории Сибири XX века. Межвузовский сборник научных трудов. / Отв. ред. М. В. Шиловский. — Новосибирск: Новосиб. ун-т, 1998. — С. 42-57.
- Шиловский М. В. Педагог и исследователь // Общественно-политическая жизнь Сибири XX век. Новосибирск: Новосиб. ун-т, 1998. Вып. 3. С. 3-6.
- Шиловский М. В. Политическая культура и политическая активность предпринимателей дореволюционной Сибири // Там же. С. 40-47.
- Шиловский М. В. Проблема легитимности антибольшевистских государственных образований в Сибири (1918—1919 гг.) // Проблемы истории местного управления Сибири XVI—XX веков. Материалы 3-й Региональной науч. конф. / Отв. ред. В. И. Шишкин. — Новосибирск: Институт истории СО РАН, 1998. С. 67-70.
- Шиловский М. В. Сибирские областники в 1917 г.: к историографии проблемы // Из прошлого Сибири. Межвузовский сб. науч. трудов. / Отв. ред. Е. Э. Казаков. -Новосибирск: Новосиб. ун-т, 1998. Вып. 3. Ч. 1. С. 65-76.
- Шиловский М. В. Сибирь в составе России: основные проблемы экономического развития дореволюционного периода // Региональные процессы в Сибири в контексте российской и мировой истории. / Отв. ред. А. П. Деревянко. -Новосибирск: Институт археологии и этнографии СО РАН, 1998. С. 85-89.
- Шиловский М. В. Сибирь и Россия: основные аспекты взаимоотношения в XVII — начале XX века // Сибирь в геополитическом пространстве XXI века. Новосибирск, 1998. С. 195—212.
- Шиловский М. В. Специфика политического участия сибирского крестьянства в социальных катаклизмах начала XX века // Социокультурное развитие Сибири XVII—XX вв. Бахрушинские чтения. / Отв. ред. В. И. Шишкин. — Новосибирск: Новосиб. ун-т, 1998. С. 64-74.
- Шиловский М. В. Факторы, влияющие на социальную активность крестьянства Кузбасса в первые два десятилетия XX века // Балибаловские чтения. Материалы научно-практической конф., посвященной 80-летию городского статуса Кемерово. Кемерово: Кузбассвузиздат, 1998. С. 50-55.
- Шиловский М. В. Декабрьский (1917) сибирский чрезвычайный областной съезд // Сибирь: XX век. Сб. науч. трудов. / Отв. ред. С. В. Макарчук. — Кемерово: Кузбассвузиздат, 1999. Вып. 2. С. 59-66.
- Шиловский М. В. «Демократическая» контрреволюция в Сибири весной-летом 1919 г. // История белой Сибири. Тезисы 3-й науч. конф./ Отв. ред. С. П. Звягин. — Кемерово: Кузбассвузиздат, 1999. С. 87-89.
- Шиловский М. В. Демулен из Иркутска (Н. С. Щукин) // Сибирь в составе России XIX — начало XX вв. Сб. науч. трудов. / Отв. ред. Б. К. Андрющенко. — Томск: Том. ун-т, 1999. С. 79-86.
- Шиловский М. В. Жизнь студенческая и общественная // Наука. Академгородок. Университет. Воспоминания. Очерки. Интервью. Новосибирск: Новосиб. ун-т, 1999. С. 428—432.
- Шиловский М. В. Некоторые аспекты изучения условий жизни крестьянства Сибири второй половины XIX — начала XX вв. // Аграрное и демографическое развитие Сибири в контексте российской и мировой истории. XVII—XX вв. Тезисы докладов и сообщений Всероссийской науч. конф. / Отв. ред. В. А. Ламин. — Новосибирск: Институт истории СО РАН, 1999. С. 63-66.
- Шиловский М. В. Один из творцов российского торгово-промышленного мира (к 150-летию С. Ю. Витте) // Наука в Сибири. — 1999. — № 27.
- Шиловский М. В. Размежевание офицеров русской армии на востоке страны в 1917—1919 гг. // Актуальные вопросы гуманитарных наук. Межвузовский сб. науч. трудов. / Отв. ред. М. В. Шиловский. — Новосибирск: Новосиб. ун-т, 1999. С. 20-33.
- Шиловский М. В. Сибирская региональная символика // Проблемы истории местного управления Сибири конца XVI—XX веков. Материалы 4-й Региональной науч. конф. / Отв. ред. В. И. Шишкин. — Новосибирск: Институт истории СО РАН, 1999. С. 87-90.
- Шиловский М. В. Сибирские областники в 1917 г.: к историографии проблемы // Историческая наука на рубеже веков. Материалы Всероссийской науч. конф. / Отв. ред. Э. И. Черняк. -Томск: Том. ун-т, 1999. Т. 2. С. 88-99.
- Шиловский М. В. Сибирские корни евразийства // Евразия: культурное наследие древних цивилизаций. Сб. науч. статей. / Отв. ред. В. И. Ожогин. — Новосибирск: Новосиб. ун-т, 1999. Вып. 1. С. 102—111.
- Шиловский М. В. Сибирские поляки-предприниматели до 1917 г. (по материалам «Краткой энциклопедии по истории купечества и коммерции Сибири») // Сибирская полония: прошлое, настоящее и будущее. Материалы научно-практической конф. Томск: Том. ун-т, 1999. С. 82-84.
- Шиловский М. В. Черносотенно-монархическое движение в Сибири в начале XX в. // Вопросы истории Сибири XX века. Межвузовский сборник научных трудов. / Отв.ред. М. В. Шиловский. -Новосибирск: Новосиб. ун-т, 1999. С. 16-37.
- Шиловский М. В. Этапы развития и изменения функций Новосибирска (1893—1999) // Новосибирск на рубеже XXI века: перспективы развития и инвестиционные возможности. Научно-практическая конф. Секция 14: Новосибирск в прошлом. Тезисы докл. и сообщ. / Отв. ред. В. А. Ламин, В. В. Шамов. — Новосибирск: ИПП «Офсет», 1999. С. 80-87.
- Шиловский М. В. «…Я буду держаться интересов народа» (Вл. М. Крутовский) // Вопросы социально-политической истории Сибири (XVIII—XX вв.). Бахрушинские чтения. / Отв. ред. В. И. Шишкин. — Новосибирск: Новосиб. ун-т, 1999. С. 132—138.
- Шиловский М. В. Воздействие первой мировой войны на общественно-политическую жизнь Сибири // Горный Алтай. Исторический сборник. / Отв. ред. Н. С. Модоров. — Бийск — Горно-Алтайск: Горно — Алтайский ун-т, 2000. Вып. 4. С. 55-58.
- Шиловский М. В. Два соболя державных // Родина. — 2000. — № 5. — С. 24-25.
- Шиловский М. В. К вопросу об открытии Каракорума // Сибирь и Центральная Азия: проблемы региональных связей. / Отв. ред. В. П. Зиновьев. -Томск: Том. ун-т, 2000. Вып. 2. С. 11-14.
- Шиловский М. В. К вопросу о создании Временного всероссийского правительства (Директории) // Общественно-политическая жизнь Сибири XX век. Сб. науч. трудов. / Отв. ред. А. Г. Борзенков. — Новосибирск: Новосиб. ун-т, 2000. Вып. 4. С. 47-55.
- Шиловский М. В. Консолидация «демократической» контрреволюции в Сибири весной-летом 1919 г. // Актуальные вопросы истории Сибири. Вторые науч. чтения памяти проф. А. П. Бородавкина. / Отв. ред. В. А. Скубневский. — Барнаул: Алтайский ун-т, 2000. С. 27-34.
- Шиловский М. В. Новосибирск: основные этапы развития (1893—1999) // Проблемы менталитета в истории и культуре России. Сб. науч. трудов. / Отв. ред. Д. Я. Резун. — Новосибирск, 2000. Вып. 2. С. 113—123
- Шиловский М. В. Партийно-политические элиты Сибири периода гражданской войны // Исторический ежегодник Омского гос. ун-та, Омск. — 2000. — С. 61-68.
- Шиловский М. В. Русско-славянская колонизация Сибири в XVII — начале XX вв. // Славянское единство. Международная науч. конф. Тезисы докл. и сообщ. / Отв. ред. А. П. Толочко. -Омск: Омский ун-т, 2000. С. 11-16.
- Шиловский М. В. Три жизни Ивана Якушева // Культура и интеллигенция сибирской провинции в XX веке. Материалы Региональной науч. конф. / Отв. ред. С. А. Красильников. -Новосибирск: Ин-т истории СО РАН, 2000. С. 204—208.
- Шиловский М. В. Сибирские областники и периодическая печать региона в конце XIX — начале XX вв. // Проблемы историографии, источниковедения и исторического краеведения в вузовском курсе Отечественной истории. Тезисы докл. и сообщ. 4-й Региональной научно-методической конф. / Отв. ред. А. П. Толочко. — Омск: Омский ун-т, 2000. С. 154—156.
- Шиловский М. В. Сибиряки в боевых действиях на территории Белоруссии во время Великой Отечественной войны 1941—1945 гг. // Белорусы в Сибири. / Отв. ред В. А. Ламин, Н. С. Сташкевич. -Новосибирск: Институт истории СО РАН, 2000. Вып. 2. С. 92-101.
- Шиловский М. В. Временное всероссийское правительство (Директория) // Актуальные проблемы социально-политической истории Сибири (XVII—XX вв.). Бахрушинские чтения. / Отв. ред. В. И. Шишкин. — Новосибирск: Новосиб. ун-т, 2001. С. 68-98.
- Шиловский М. В. Воздействие семьи сибирской городской интеллигенции на процесс первичной социализации подрастающего поколения в XIX — начале XX в. // Семья в ракурсе социального знания. / Отв. ред. Ю. М. Гончаров. — Барнаул: Алтайский ун-т, 2001. С. 87-90.
- Шиловский М. В. Г. Н. Потанин и Степной край: человек и исследователь фронтира // Степной край: зона взаимодействия русского и казахского народов (XVIII—XX вв.). 2-я Международная науч. конф. Тезисы докл. и сообщ. / Отв. ред. А. П. Толочко. — Омск — Кокшетау: Омский ун-т, 2001. С. 11-13.
- Шиловский М. В. Изменение функций городов Западной Сибири во второй половине XIX — начале XX вв. // Городская культура Сибири: динамика культурно-исторических процессов. / Отв. ред. А. П. Толочко. — Омск: Омский ун-т, 2001. С. 15-18.
- Шиловский М. В. К вопросу о колониальном положении Сибири в составе русского государства // Европейские исследования в Сибири. / Отв. ред. М. Я. Пелипась. — Томск: Том. ун-т, 2001. Вып. 3. С. 6-16.
- Шиловский М. В. Кто в Сибири хозяин. Из истории сибирского областничества // Родина. — 2001. — № 9. — С. 48-51.
- Шиловский М. В. Купец, областник, секретный агент (к 170-летию со дня рождения С. С. Попова) // Сибирь: XX век. Сб. науч. трудов. / Отв. ред. С. В. Макарчук. — Кемерово: Кузбассвузиздат, 2001. Вып. 3. С. 10-15.
- Шиловский М. В. Мифологизация личности и заслуг маршала Г. К. Жукова в постсоветский период // Вставай страна огромная… Материалы Всероссийской научно-практической конф./ Отв. ред. Н. П. Шуранов. — Кемерово: Кузбассвузиздат, 2001. С. 151—156.
- Шиловский М. В. Органы власти Новониколаевска в 1917 г. // Новосибирская область в контексте российской истории. / Отв. ред. А. А. Беспаликов, В. А. Ламин. -Новосибирск: Институт истории СО РАН, 2001. С. 87-90.
- Шиловский М. В. Основные вопросы природоохранной деятельности в дореволюционной Сибири // Опыт природопользования в Сибири в XIX—XX веках. / Отв. ред. М. В. Шиловский. — Новосибирск: Новосиб. ун-т, 2001. С. 102—114.
- Шиловский М. В. Отношение основных политических группировок в Сибири к государственному перевороту 18 ноября 1918 г. // История белой Сибири. Тезисы 4-й науч. конф. / Отв. ред. С. П. Звягин. — Кемерово: Кузбассвузиздат, 2001. С. 21-24.
- Шиловский М. В. Оценка опыта колонизации Сибири и США в отечественной общественно-политической мысли XIX в. // Д. Я. Резун., В. А. Ламин, Т. С. Мамсик, М. В. Шиловский. Фронтир в истории Сибири и Северной Америки в XVII—XX вв.: общее и особенное. / Отв. ред. В. А. Ламин. -Новосибирск: ИДМИ, 2001. С. 97-113.
- Шиловский М. В. Плечом к плечу через военные невзгоды (глава 4) // Очерки истории белорусов в Сибири в XIX—XX вв. / Отв. ред. В. А. Ламин. -Новосибирск: Институт истории СО РАН, 2001. С. 147—168.
- Шиловский М. В. Предисловие // Опыт природопользования в Сибири в XIX—XX веках. / Отв. ред. М. В. Шиловский. — Новосибирск: Новосиб. ун-т, 2001. С. 3-5.
- Шиловский М. В. Роль периодической печати в активизации общественно-политической жизни городов Сибири во второй половине XIX — начале XX вв. // Горный Алтай. Исторический сборник. / Отв. ред. Н. С. Модоров. — Бийск — Горно-Алтайск, 2001. Вып. 5. С. 55-60.
- Шиловский М. В. Сибирь в XX веке: некоторые итоги развития // Вопросы истории Сибири XX в. — Новосибирск, 2001. С. 3-24.
- Шиловский М. В. Факторы, влияющие на общественно-политическую жизнь западносибирских городов второй половины XIX — начала XX в. // Города Сибири XVIII — начала XX в. Сб. науч. трудов. / Отв. ред. В. А. Скубневский. — Барнаул: Алтайский ун-т, 2001. С. 113—133.
- Шиловский М. В. Формирование основных политических группировок в Сибири после Февральской революции (март — июль 1917 г.) // Проблемы истории и исторического познания. / Отв. ред. В. П. Зиновьев. — Томск: Том. ун-т, 2001. С. 142—153.
- Шиловский М. В. Хроника областнического движения в Сибири // Сибирское областничество. Библиографический справочник./ Отв. ред. С. С. Быкова. — Томск: Изд-во «Водолей», 2001. С. 263—275.
- Шиловский М. В. Вопросы национально-государственного устройства на востоке России во время социальных катаклизмов 1917—1920 гг. // Традиции экономических, культурных и общественных связей стран Содружества (история и современность). Межвузовский сб. науч. трудов. / Отв. ред. А. П. Толочко. — Омск: Омский ун-т, 2002. С. 109—124.
- Шиловский М. В. Леонид Михайлович Горюшкин. 1927—1999 (к 75-летию со дня рождения) // Вестник НГУ: Серия: История, филология. Новосибирск. — 2002,- Т. 1. — Вып. 3. — С. 108—111.
- Шиловский М. В. Л. М. Горюшкин о специфике колонизации и переселения в Сибирь во второй половине XIX — начале XX вв. и дальнейшая разработка этой проблемы отечественными историками // Сибирь на этапе становления индустриального общества в России (XIX — начало XX вв.). К 75-летию член-кор. РАН Л. М. Горюшкина. Материалы Международной науч. конф. / Отв. ред. В. А. Ламин. — Новосибирск: Институт истории СО РАН, 2002. С. 26-31.
- Шиловский М. В. Загадки биографии М. Б. Шатилова (к 120-летию со дня рождения) // Горный Алтай. Исторический сборник. / Отв. ред. Н. С. Модоров. — Горно-Алтайск — Бийск: Горно-Алтайский ун-т, 2002. Вып. 5. С. 62-66.
- Шиловский М. В. Историк по зову души // Наука в Сибири. — 2002. — № 48.
- Шиловский М. В. Конфессиональный выбор аборигенных этносов Южной Сибири в XIX — начале XX вв. // История и культура коренных народов Южной Сибири с древнейших времен до 1917 г. / Отв. ред. Н. С. Модоров. — Горно-Алтайск: Горно-Алтайский ун-т, 2002. С. 120—123.
- Шиловский М. В. Органы юстиции Томской губернии и Новониколаевска (1802 — февраль 1917) // 200 лет Министерству юстиции Российской Федерации. Юстиция Новосибирской области. Новосибирск, 2002. С. 4-10.
- Шиловский М. В. Общественно-политическая мысль Сибири о перспективах экономического развития региона в начале XX века // Проблема менталитета в истории и культуре России. Сб. статей. / Отв. ред. Д. Я. Резун. — Новосибирск: НИЭМ, 2002. Вып. 3. С. 53-60.
- Шиловский М. В. Патриот Сибири (к 160-летию со дня рождения Н. М. Ядринцева) // Сибирский исторический журнал (Тюмень). — 2002. — № 1. — С. 100—105.
- Шиловский М. В. Проблема конфессионального выбора аборигенных этносов юга Сибири в XIX — начале XX в. // Сибирь: XX век. Сб. науч. трудов. / Отв. ред. С. В. Макарчук. — Кемерово: Кузбассвузиздат, 2002. Вып. 4. С. 27-33.
- Шиловский М. В. Специфика колонизации США и Сибири // Фронтир в истории Сибири и Северной Америки в 17-20 вв.: общее и особенное. Сб. науч. трудов. / Отв. ред. Д. Я. Резун. -Новосибирск: Институт истории СО РАН, 2002. Вып. 2. С. 36-49.
- Шиловский М. В. Функции городов Западной Сибири во второй половине XIX — начале XX в. // Актуальные вопросы истории Сибири. 3-и научные чтения памяти проф. А. П. Бородавкина. Барнаул, 2002. С. 185—189.
- Шиловский М. В. Эволюция взглядов Н. М. Ядринцева на оценку процесса колонизации Сибири в 60-70-е гг. XIX в. (К 160-летию со дня рождения) // Гуманитарные науки в Сибири. — 2002. — № 2. — С. 3-6.
- Шиловский М. В. Агония колчаковщины и политические процессы в Сибири осенью 1919 г. // Общественно-политическая жизнь Сибири XX век. Сб. науч. трудов. / Отв. ред. А. Г. Борзенков. — Новосибирск: Новосиб. ун-т, 2003. Вып. 5. С. 36-46.
- Шиловский М. В. Введение // Сибирские переселения: Документы и материалы./ Отв. ред. М. В. Шиловский. — Новосибирск: Новосиб. ун-т. 2003. С. 3-9.
- Шиловский М. В. Восстание Барабинского полка 6-7 декабря 1919 г. в Новониколаевске // История белой Сибири. Материалы 5-й Международной науч. конф. / Отв. ред. С. П. Звягин. -Кемерово: Кузбассвузиздат, 2003. С. 173—177.
- Шиловский М. В. Влияние массовых переселений конца XIX — начала XX вв. на землевладение аборигенных этносов Сибири // Традиции экономических, культурных и общественных связей стран Содружества (история и современность). Сб. науч. трудов. / Отв. ред. А. П. Толочко. — Омск: Омский ун-т, 2003. Вып. 2. С. 27-39.
- Шиловский М. В. Воспоминания Г. М. Карнаухова как источник по истории образа жизни сибирских крестьян первой четверти XX в. // Этнография Алтая и сопредельных территорий. Материалы Международной научно-практической конф. / Отв. ред. М. А. Демин, Т. К. Щеглова. — Барнаул: Барнаульский пед. ун-т, 2003. Вып. 5. С. 238—239.
- Шиловский М. В. Г. Н. Потанин в Бийске и Горном Алтае в 1870-е гг. // Горный Алтай. Исторический сборник. / Отв. ред. Н. С. Модоров. -Горно-Алтайск — Бийск: Горно-Алтайский ун-т, 2003. Вып. 7. С. 107—112.
- Шиловский М. В. Г. Н. Потанин и Горный Алтай в томский период его жизни (1902—1916) // Горный Алтай. Исторический сборник. / Отв. ред. Н. С. Модоров. -Горно-Алтайск — Бийск: Горно-Алтайский ун-т, 2003. Вып. 7. С. 113—117.
- Шиловский М. В. Жилищные условия интеллигенции Сибири XIX — начала XX вв. // Исторический опыт хозяйственного и культурного освоения Западной Сибири. 4-е научные чтения памяти проф. А. П. Бородавкина. / Отв. ред. В. А. Скубневский. -Барнаул: Алтайский ун-т, 2003, кн. 2. С. 178—184.
- Шиловский М. В. К вопросу о социальном составе социал-демократических организаций Сибири до 1917 г. // Социал-демократия: революция и эволюция. (Материалы международной конф.). / Отв. ред. А. А. Кравец. — Омск: ОмГТУ, 2003. С. 44-47.
- Шиловский М. В. Некоторые фрагменты истории Промышленновского района до 1917 года // Кемеровской области 60 лет. Материалы Всероссийской науч. конф. Кемерово: Кузбассвузиздат, 2003. С. 17-22.
- Шиловский М. В., Модоров Н. С. Областничество и «инородческий» вопрос в 1860—1917 гг. // Горный Алтай: история, современность, перспективы. Материалы региональной науч. конф. Сборник научных статей. / Отв. ред. М. И. Паклин. — Горно-Алтайск: Горно-Алтайский ун-т, РИО. 2003. С. 20-26.
- Шиловский М. В. Областничество и регионализм: эволюция взглядов сибирского общества на пути инкорпорации в общероссийское пространство // Административно-государственное и правовое развитие Сибири XVII—XXI веков. Материалы научно-теоретического семинара. / Отв. ред. Л. М. Дамешек. — Иркутск: Иркутский ун-т, 2003. С. 5-21.
- Шиловский М. В. Основные направления политики правительства по отношению к Сибири во второй половине XIX — начале XX в. // Сибирское общество в контексте модернизации XVIII—XX вв. Сборник материалов Всероссийской науч. конф. / Отв. ред. В. А. Ламин. -Новосибирск: Новосиб. ун-т, 2003. С. 35-44. ISBN 5-94356-156-0
- Шиловский М. В. Политические процессы в Сибири в период социальных катаклизмов 1917—1920 гг. / Отв. ред. В. А. Ламин. — Новосибирск: «Сибирский хронограф», 2003. — 427 с.
- Шиловский М. В. Проект МВД о введении земского самоуправления в Сибири (декабрь 1916 г.) // Проблемы истории местного управления в Сибири XVI—XXI вв. Материалы 5-й Всероссийской науч. конф. / Отв. ред. В. В. Моисеев. -Новосибирск: ГАНО, 2003. Ч. 1. С. 86-89.
- Шиловский М. В. Сибирские областники как предшественники евразийцев // Евразийство и Казахстан. Труды Евразийского научного форума «Гумилевские чтения». /Отв. ред. М. Ж. Жолдобеков. — Астана: Евразийский национальный университет имени Л. Н. Гумилёва, 2003. Т. 1. С. 25-29.
- Шиловский М. В. Сибирские областники о социально-экономическом развитии казахского общества во второй половине XIX — начале XX вв. // Степной край Евразии: историко-культурные взаимодействия и современность. Тезисы докл. и сообщ. 3-й науч. конф. / Отв. ред. А. П. Толочко. — Астана-Омск-Томск: Омский ун-т, 2003. С. 15-17.
- Шиловский М. В. Система льгот для переселяющихся в Сибирь (конец XIX — начало XX вв.) // Этнокультурные взаимодействия в Сибири (XVII—XX вв.). Тезисы докл. и сообщ. международной науч. конф. / Отв. ред. В. А. Ламин.- Новосибирск: Новосиб. ун-т, 2003. С. 81-85.
- Шиловский М. В. Спикер из Сургута (И. А. Якушев) // Сургут в отечественной истории. Сб. докл. и сообщ. 2-й межрегиональной науч. конф. Сургут, 2003. С. 54-57.
- Шиловский М. В. Судебные органы Томской губернии и Новониколаевска (1802 — февраль 1917) // Вопросы истории Сибири XX в. Сб. научных трудов. — Новосибирск: Новосиб. ун-т, 2003. Вып. 6. С. 3-13.
- Шиловский М. В. Фронтир и переселения // Фронтир в истории Сибири и Северной Америки в XVII—XX вв.: общее и особенное. Сб. науч. трудов. Новосибирск, 2003. Вып. 3. С. 101—118.
- Шиловский М. В. Актуальные вопросы истории и современной практики исторического краеведения в Сибири // Земля Тюменская, 2004. Вып. 17. С. 34-42.
- Шиловский М. В. Влияние Русско-японской войны 1904—1905 гг. на внутреннюю жизнь Сибири // Гуманитарные науки в Сибири. Новосибирск, 2004. № 2. С. 12-16.
- Шиловский М. В. Итоги и перспективы изучения городского самоуправления в Сибири второй половины XIX — начала XX в. на рубеже ХХ и XXI вв. // Местное самоуправление в истории Сибири XIX—XX веков. Сб. материалов региональной науч. конф. Новосибирск, 2004. С. 5-15.
- Шиловский М. В., Модоров Н. С. Каган государства Ойрот (к 130-летию со дня рождения В. И. Анучина) // Герои и антигерои в исторической судьбе России. СПб., 2004. Вып. 35. С. 105—111.
- Шиловский М. В. Крестьянское переселение в Сибирь в конце XIX — начале XX в.: организация и социальные последствия // Сибирская деревня: история, современное состояние и перспективы развития. Омск, 2004, ч. 1. С. 62-66.
- Шиловский М. В. Муниципальные органы дореволюционной Западной Сибири: промежуточные итоги изучения и перспективы // Проблемы историографии, источниковедения и исторического краеведения в вузовском курсе отечественной истории. Материалы 5-й региональной научно-методической конф. Омск, 2004. С. 65-71.
- Шиловский М. В. На рубеже веков // История промышленности Новосибирска. Т. 1: Начало (1893—1917) / Отв. ред. А. Ф. Косенков, В. И. Клименко. — Новосибирск: Изд-ий дом «Историческое наследие Сибири», 2004. С. 8-15.
- Шиловский М. В. Один из эсеровских лидеров Сибири (к 120-летию со дня рождения Б. Д. Маркова) // Их имена в истории Кузбасса. Прокопьевск, 2004. С. 127—132.
- Шиловский М. В. Особенности поведенческих стереотипов сибирских крестьян во второй половине XIX — начале XX вв. // Сибирская деревня: проблемы истории. Сб. науч. трудов. Новосибирск, 2004. С. 66-74.
- Шиловский М. В. Переселения в государственной политике колонизации Сибири (XVII—XX вв.) // Россия и Сибирь: проблемы взаимодействия в региональной политике в исторической ретроспективе. Иркутск, 2004. Ч. 1. С. 19-26.
- Шиловский М. В. Повседневная среда обитания городской интеллигенции Сибири в XIX — начале XX в. // Города Сибири XVII — начала XX в. Сб. науч. трудов. Барнаул, 2004. Вып. 2. С. 88-101.
- Шиловский М. В. Русско-японская война и Сибирь // Русско-японская война и геополитические проблемы современной России. Новосибирск, 2004. С. 33-37.
- Шиловский М. В. Предисловие // Сибирский плавильный котел: Социально-демографические процессы в Северной Азии XVI — начала XX века. / Отв. ред. Д. Я. Резун. — Новосибирск, 2004.
- Шиловский М. В. Роль каторги и ссылки в заселении и освоении Сибири в XIX — начале XX в. // Сибирский плавильный котел: Социально-демографические процессы в Северной Азии XVI — начала XX века. / Отв. ред. Д. Я. Резун. — Новосибирск, 2004. С. 165—173.
- Шиловский М. В. Развитие органов городского самоуправления Новониколаевска до конца 1919 года // Местное самоуправление и стратегия устойчивого развития крупного города. Материалы Международной научно-практической конф. Новосибирск, 2004. С. 441—447.
- Шиловский М. В. Список основных публикаций по истории городского самоуправления в Сибири во второй половине XIX — начале XX в. за 1994—2004 гг. // Местное самоуправление в истории Сибири XIX—XX веков. — Новосибирск, 2004. С. 195—204.
- Шиловский М. В. Сибирское областничество: истоки и эволюция // Алексеев В. В., Алексеева Е. В.., Зубков К. И., Побережников И. В. и др. Азиатская Россия в геополитической и цивилизационной динамике XVI—XX века. М., 2004. С. 418—448.
- Шиловский М. В. «Сила солому ломит» (К 165-летию Н. И. Наумова) // Сибирский исторический журнал, 2004. № 1. С. 148—153.
- Шиловский М. В. Современный этап изучения переселений в Сибирь конца XIX — начала XX вв. // История и культура Сибири в исследовательском и образовательном пространстве. Материалы региональной научно-практической конф. Новосибирск, 2004. С. 169—173.
- Шиловский М. В. Специфика политического поведения крестьян и городских обывателей Сибири во второй половине XIX — начале XX вв. // Проблемы менталитета в истории и культуре России. Сб. науч. трудов. Новосибирск, 2004, вып.4. С. 158—186.
- Шиловский М. В. Специфика политического поведения интеллигенции Сибири во второй половине XIX — начале XX в. // Общественно-политическая жизнь Сибири XX век. Сб. науч. трудов. Новосибирск, 2004. Вып. 6. С. 3-14.
- Шиловский М. В. Г. Е. Катанаев и его мемуары о наиболее значимых событиях политической и культурной жизни Сибири второй половины XIX — первых двух десятилетий XX века // Г. Е. Катанаев. На заре сибирского самосознания. Воспоминания генерал-лейтенанта Сибирского казачьего войска. /Отв. ред. А. Л. Посадсков.- Новосибирск: ГПНТБ, 2005. С. 9-22.
- Шиловский М. В. Г. Н. Потанин в Кузбассе (к 170-летию со дня рождения) // Общество и власть. Кузбасс в составе Томской губернии 1804—1925 гг. Сб. науч. трудов. / Отв. ред. В. А. Сергиенко. — Кемерово: Архивное упр. Кемеровской обл., 2005. С. 31-34.
- Шиловский М. В. История введения порто-франко в устьях Оби и Енисея в последней четверти XIX — начале XX в. // Уральский исторический вестник. № 12.: Ямальский выпуск. Екатеринбург: «Академкнига», 2005. С. 74-80.
- Шиловский М. В. Когда мир рушился. А. В. Адрианов // Сибирь: проблемы истории повседневности XVII—XX вв. Сб. науч. трудов. Новосибирск: Новосиб. ун-т, 2005. С. 92-103.
- Шиловский М. В. Крах операции «Вундерланд» // Советский флот в годы Великой Отечественной войны. Новосибирск, 2005. С. 36-41.
- Шиловский М. В. «Общество изучения Сибири и улучшения её быта» 1908—1917 гг. // Проблемы социально-экономического и культурного развития Сибири XVII—XX вв. Сборник научных трудов. / Отв. ред. М. В. Шиловский. -Новосибирск: РИПЭЛ, 2005. — С. 242—249.
- Шиловский М. В. Органы власти и городского самоуправления Новониколаевска // Новониколаевск — Новосибирск: Исторические очерки. Т. 1 / Отв. ред. А. Ф. Косенков. — Новосибирск: Изд-ий дом "Историческое наследие Сибири, 2005, Т. 1. С. 107—109.
- Шиловский М. В. Основные подходы к реформированию системы государственного управления Сибирью в 1917—1918 гг. // Государственные реформы М. М. Сперанского в исторической ретроспективе. / Отв. ред. Г. А. Антипов. — Новосибирск: Изд-кий дом « Сова», 2005. С. 148—152.
- Шиловский М. В. Политические процессы в Сибири в период Первой мировой войны (июль 1914 — февраль 1917 г.) // Вопросы истории Сибири XX века. / Отв. ред. М. В. Шиловский. — Новосибирск: Новосиб. ун-т, 2005. С. 60-72.
- Шиловский М. В. Проблема введения порто-франко в азиатском секторе российской Арктики в последней четверти XIX — начале XX в. // Азиатская Россия: люди и структуры империи. Сб. науч. трудов. / От. ред. Н. Г. Суворова. — Омск: Омский ун-т, 2005. С. 548-46.
- Шиловский М. В. Сибирские областники как первые биографы Ч. Ч. Валиханова // Евразия: народы, культуры, социумы. Труды 4-го Международного евразийского научного форума. / Отв. ред. С. А. Абдыманов. — Астана: Евразийский национальный университет имени Л. Н. Гумилева, 2005. С. 173—175.
- Шиловский М. В. Социально-политические процессы в сибирском городе во время Первой мировой войны (июль 1914 — февраль 1917 г.) // Современное историческое сибиреведение. Сб. науч. трудов. / Отв. ред. Ю. М. Гончаров. — Барнаул: Аз Бука, 2005. С. 284—296.
- Шиловский М. В. Столыпинское переселение в Сибирь: 1910-й — год «великого перелома» // От средневековья к новому времени: этносоциальные процессы в Сибири XVII — начала XX в. Сб. науч. трудов. / Отв. ред. Д. Я. Резун. — Новосибирск: Институт истории СО РАН, 2005. С. 133—147.
- Шиловский М. В. 1905 год: «В России впервые повеяло ветром демократических перемен»(К 100-летию Первой русской революции) // Гуманитарные науки в Сибири. — 2005. — № 2. — С. 44-49.
- Шиловский М. В. Ч Ч. Валиханов и Г. Н. Потанин: трансформация личности в парадигмах фронтира // Степной край Евразии. Историко-культурные взаимодействия и современность. / Отв. ред. А. П. Толочко. — Омск, 2005. С. 7-15.
- Шиловский М. В. Этносоциальные процессы в Сибири на рубеже XIX—XX в. в современной историографии (1991—2004 гг.) // Традиции экономических, культурных и общественных связей стран Содружества (история и современность). Сб. науч. трудов. / Отв. ред. А. П. Толочко. — Омск: Омский ун-т, 2005. Вып. 3. С. 30-48.
- Шиловский М. В. Эсеры-депутаты Учредительного собрания от Томской губернии во время гражданской войны // История белой Сибири. Материалы 6-й Международной науч. конф. / Отв. ред. С. П. Звягин. -Кемерово: Кузбассвузиздат, 2005. С. 222—225.
- Шиловский М. В. Аграрная реформа П. А. Столыпина и Сибирь. К 100-летию указа от 9 ноября 1906 г. // Гуманитарные науки в Сибири. — 2006. — № 2. — С. 3-6.
- Шиловский М. В. «Буду жить и работать как сибирский областник». И. И. Серебренников (1882—1953) // Общественно-политическая жизнь Сибири XX век. / Отв. ред. А. Г. Борзенков. -Новосибирск: Новосиб. ун-т, 2006, вып. 7, с. 57-69.
- Шиловский М. В. Вклад И. М. Разгона в изучение социального катаклизма 1917—1920 гг. в Сибири // Жизнь в истории. К 100-летию со дня рождения И. М. Разгона. / Отв. ред. Э. И. Черняк. -Томск: Том. ун-т, 2006, с. 48-58.
- Шиловский М. В. Вопросы государственного переустройства в деятельности крестьянских съездов в Сибири (март-декабрь 1917 г.) // Сибирь в XVII—XX веках: демографические процессы и общественно-политическая жизнь. / Отв.. ред. А. П. Деревянко, В. А. Ламин. — Новосибирск: Ин-т археологии и этнографии, 2006, с. 109—122.
- Шиловский М. В. Землеустроительные работы в Томской губернии во второй половине XIX — начале XX вв. // Восточные районы России: стратегия и тактика освоения. К 70-летию член — корреспондента В. А. Ламина. / Отв. ред. В. В. Алексеев — Новосибирск: Наука-Центр, 2006. С. 187—199.
- Шиловский М. В., Кирилов А. К., Ноздрин Г. А., Ус Л. Б. Сибирские переселения. Вып. 2: Комитет Сибирской железной дороги как организатор переселений. Сборник документов. / Отв. ред. М. В. Шиловский. — Новосибирск: ИД «Сова», 2006. — 263 с.
- Шиловский М. В. К вопросу о столице, цветовой гамме и об изучении Западно-Сибирского комиссариата // Общественно-политическая жизнь Сибири. Новосибирск, 2006. Вып. 7. С. 236—242.
- Шиловский М. В. Как изучали историю белой Сибири (1995—2005) // Сибирь в период гражданской войны. Материалы межд. научн. конф. / Отв. ред. С. П. Звягин. — Кемерово: Кузбассвузиздат, 2007, с. 174—177.
- Шиловский М. В. Казачий офицер и общественный деятель Н. П. Нестеров (1838—1901) // История и культура народов южной Сибири: история, настоящее и будущее. / Отв. ред. Н. С. Модоров. — Горно-Алтайск: Горно Алтайский ун-т, 2006, с. 148—155.
- Шиловский М. В. Конфессиональный фактор массовых переселений конца XIX — начала XX в. в Томской губернии // Сибирь в истории России. Материалы региональной науч. конф. / Отв. ред. С. В. Макарчук. — Кемерово: Кузбассвузиздат, 2006. С. 67-72.
- Шиловский М. В. Образ Сибири в восприятии П. А. Столыпина и А. В. Кривошеина (поездка 1910 г.) // Образ Сибири в общественном сознании россиян XVIII — начала XXI в. Материалы региональной науч. конф. / Отв. ред. В. А. Зверев. — Новосибирск: Новосиб. гос. пед. ин-т, 2006. С. 137—142.
- Шиловский М. В. Проблема развития самоуправления у аборигенных этносов Сибири во второй половине XIX — начале XX в. // Проблемы истории государственного управления и местного самоуправления Сибири XVI—XXI вв. Материалы VI Всероссийской научной конференции. / Отв. ред. В. В. Моисеев. — Новосибирск: НГУЭУ, 2006. С. 298—302.
- Шиловский М. В. Проект организации земской деятельности на севере Тобольской губернии МВД (декабрь 1916 г.) // История Ямала: дискуссии и научные решения. Салехард — Екатеринбург: Банк культурной информации, 2006. С. 134—137.
- Шиловский М. В. Сибирская парламентская группа: опыт отстаивания региональных интересов (1907—1917 гг.) // Парламентаризм в России: исторический опыт и современные проблемы. Красноярск, 2006. С. 145—148.
- Шиловский М. В. Специфика источников по истории общественно-политического движения в Сибири во второй половине XIX — начале XX в. // Документ в контексте истории. Тезисы докл. и сообщ. Международной науч. конф. / Отв. ред. А. П. Толочко. — Омск: Омский ун-т, 2006. С. 28-32.
- Шиловский М. В. Трансформация элементов общественного сознания сибирских крестьян во второй половине XIX — начале XX в. // Крестьянство восточных районов России и Казахстана в революциях и гражданской войне (1905—1921 гг.). Ишим, 2006. С. 11-19.
- Шиловский М. В. Литературный псевдоним Irridens. Исаак Григорьевич Гольдберг // Личность в истории Сибири XVIII—XX веков. Сборник биографических очерков. Отв. ред. — к.и.н. А. К. Кириллов. Рец.: д.и.н. Е. Г. Водичев, д.и.н. Н. В. Куксанова, к.и.н. И. Р. Соколовский. Новосибирск: Издательский дом «Сова», 2007. 296 с. ISBN 978-5-87550-063-3 (Рекомендовано к печати Учёным советом Института истории СО РАН)
- Шиловский М. В. Роль государства в развитии производительных сил Сибири во второй половине XIX — начале XX века: к постановке проблемы // Роль государства в хозяйственном и социокультурном освоении Азиатской России XVII — начала XX века: Сборник материалов региональной научной конференции. Отв. ред. — д.и.н. М. В. Шиловский. Рец.: к.и.н. А. В. Дмитриев, к.и.н. А. К. Кириллов, к.и.н. И. Р. Соколовский. Новосибирск: РИПЭЛ, 2007. 320 с. ISBN 978-5-8406-0409 (Рекомендовано к печати Учёным советом Института истории СО РАН)

### Рецензии
- Шиловский М. В. Рец.: Под гвардейскими знаменами. Новосибирск, 1978 // Сибирские огни / Союз писателей СССР. — Новосибирск — 1979.- № 3.- С. 183—184.
- Шиловский М. В. Рец.: Фундаментальный вклад в историографию культуры Сибири начала XX в. // Исторический ежегодник Омского гос. ун-та. Специальный выпуск. Общественное движение в Сибири в начале XX века. Омск, 1997. С. 134—137.
- Шиловский М. В. Рец.: Фундаментальное издание по истории Омска // Вестник Омского отделения академии гуманитарных наук. — Омск. — 1998. — № 3. — С. 192—194.
- Шиловский М. В. Рец.: История старейшего университета в Сибири в лицах. // Вопросы истории Сибири XX века. Межвузовский сборник научных трудов. / Отв. ред. М. В. Шиловский. — Новосибирск: Новосиб. ун-т, 1999. С. 150—159.
- Шиловский М. В. Рец.: «Последние защитники империи» // Исторический ежегодник Омского гос. ун-та 1998. — Омск. — 1999. С. 178—180.
- Шиловский М. В. Рец.: Ю. М. Гончаров. Купеческая семья 2-й пол. XIX — начала XX в. (по материалам компьютерной базы данных купеческих семей Западной Сибири). М., 1999, 240 с. // Гуманитарные науки в Сибири. — Новосибирск. — 2000. — № 2. — С. 87-88.
- Шиловский М. В. Рец.: Три века общинной империи // Проблемы менталитета в истории и культуре России … С. 114—121.
- Шиловский М. В. Рец.: Косых В. И. Забайкальская епархия накануне и в годы первой российской революции. Чита, 1999, 196 с. // Гуманитарный вектор. Вестник Забайкальского отделения академии гуманитарных наук. — Чита. — 2000. — Вып. 1. — С. 130—133.
- Шиловский М. В. Рец.: Осторожно, учебник! // Наука в Сибири. — 2001. — № 16.
- Шиловский М. В. Рец.: В борьбе обретали они право своё // Вопросы истории Сибири XX века. Межвузовский сб. науч. трудов. / Отв. ред. М. В. Шиловский. — Новосибирск: Новосиб ун-т, 2001. С. 161—164.
- Шиловский М. В. Рец.: Торгово-промышленный мир дореволюционного Алтая // Изв. Алтайского гос. ун-та. — 2001. — № 4. — С. 132—134.
- Шиловский М. В. Рец.: Сибирское областничество. Биобиблиографический справочник (Томская областная универсальная библиотека им. А. С. Пушкина. Томск, 2001) // Проблема менталитета в истории и культуре России. Сборник статей. Новосибирск: НИЭМ, 2002. С. 82-83.
- Шиловский М. В. Рец.: Имперская окраина // Административно-государственное и правовое развитие Сибири XVII—XXI веков. Материалы научно-теоретического семинара. / Отв. ред. Л. М. Дамешек. — Иркутск: Иркутский ун-т, 2003. С. 233—235.
- Шиловский М. В. Рец.: «Вышли мы все из народа» // Актуальные проблемы отечественной истории XVIII—XX вв. Сб. науч. трудов. / Отв. ред. Н. А. Сорокин. -Омск: Омский ун-т, 2002. С. 170—173.
- Шиловский М. В. Рец.: Имперская окраина // Административно-государственное и правовое развитие Сибири XVII—XXI веков. Материалы научно-теоретического семинара. / Отв. ред. Л. М. Дамешек. — Иркутск: Иркутский ун-т, 2003. С. 233—235.
- Шиловский М. В. Рец.: Зловещая тень над победой // Советская Сибирь.- 2003. — 2 окт.
- Шиловский М. В. Рец.: История старейшего университета Сибири в лицах // Отечественная история. Москва. — 2003. — № 6. — С. 206—208.
- Шиловский М. В. Рец.: Суворов В. Тень победы // История и культура Сибири в исследовательском и образовательном пространстве. — Новосибирск, 2004 С. 162—168.
- Шиловский М. В. Рец.: Нам нужно сохранить Дальний Восток за Россией // Вестник НГУ: Серия история, филология. — Новосибирск. — 2005. — Т. 4. — Вып. 2. — С. 147—151.
- Шиловский М. В. Рец.: Западная Сибирь рубежа XIX—XX вв. в зеркале профессионального образования. // Документ в контексте истории. Омск, 2006. С. 84-86.
- Шиловский М. В. Рец.: А. В. Ремнев. Россия Дальнего Востока. Имперская география власти XIX — начала XX веков. Омск: Изд-во Омского гос. ун-та, 2004, 552 с. // Отечественная история. — 2006.- № 2.- С. 159—160.
- Шиловский М. В. Существенный вклад в сибирскую урбанистику. Рец. на книгу: Очерки истории города Омска. Т. 2. XX век / Отв. ред. А. П. Толочко. Омск: ОмГУ, 2005. // Актуальные проблемы отечественной истории XVI — начало XX вв. Омск: Омский ун-т, 2006, вып. 3, с. 239—242.

### Ответственный редактор
- Вопросы истории Сибири XX века. Сб. науч. трудов. Отв. ред.: Шиловский М. В. Новосибирск, 1993.
- Вопросы истории Сибири XX века. Сб. науч. трудов. Отв. ред.: Шиловский М. В. Новосибирск, 1996.
- Сибирь на рубеже XIX—XX веков. Межвузовский сб. науч. трудов. Отв. ред.: Шиловский М. В. Новосибирск: Новосиб. ун-т, 1997.- 115 с.
- Брейзе А. А., Колоткин М. Н. Немецкая диаспора Сибири: 1920—1930-е годы. Отв. ред.: Шиловский М. В. Новосибирск: СГГА, 1997. — 183 с.
- Вопросы истории Сибири XX века. Межвузовский сб. науч. трудов. Отв. ред.: Шиловский М. В. Новосибирск: Новосиб. ун-т, 1998. −115 с.
- Актуальные вопросы гуманитарных наук. Межвузовский сб. науч. трудов. Отв. ред.: Шиловский М. В. Новосибирск, 1999. — 115 с.
- Вопросы истории Сибири XX века. Межвузовский сб. науч. трудов. Отв. ред.: Шиловский М. В. Новосибирск: Новосиб. ун-т, 1999.- 147 с.
- Ноздрин Г. А. Социал-демократия и сибирское крестьянство. Отв. ред.: Шиловский М. В. Новосибирск: Новосиб. ун-т, 1999. — 116 с.
- Дегальцева Е. А. Общественные неполитические организации Западной Сибири (1861—1917 гг.). Отв. ред.: Шиловский М. В. Барнаул,2002. — 286 с.
- Вопросы истории Сибири XX века. Сб. науч. трудов. Отв. ред.: Шиловский М. В. Новосибирск, 2001. Вып. 5.
- Опыт природопользования в Сибири в XIX—XX вв. Отв. ред.: Шиловский М. В. Сб. науч. трудов. Новосибирск, 2001.- 224 с.
- Вопросы истории Сибири XX века. Сб. науч. трудов. Отв. ред.: Шиловский М. В.- Новосибирск, 2003. Вып. 6.
- Сибирские переселения. Документы и материалы. Отв. ред.: Шиловский М. В. — Новосибирск. Вып. 1. 2003, — 198 с.
- Вопросы истории Сибири XX века. Межвузовский сб. науч. трудов. Отв. ред.: Шиловский М. В. Новосибирск, 2005. Вып. 7.
- Проблемы социально-экономического и культурного развития Сибири XVII—XX вв. Сб. науч. трудов. Отв. ред.: Шиловский М. В. Новосибирск, 2005. — 304 с.
- Ус Л. Б. Международные научные связи Сибири. Отв. ред.: Шиловский М. В. Новосибирск: ИД «Сова», 2005. — 238 с.
- История общественного самоуправления в Сибири второй половины XIX — начала XX века. Коллективная монография. Отв. ред.: Шиловский М. В. Новосибирск, 2006.- 351 с.
- Сибирские переселения. Вып. 2. Комитет Сибирской железной дороги как организатор переселений. Сборник документов. Отв. ред.: Шиловский М. В. Новосибирск, 2006. — 263 с.

## Публицистика
- Шиловский М. В. Именем Потанина // Вечерний Новосибирск. — 1983. — 16 дек.
- Шиловский М. В. Областничество в прошлом и… настоящем // Сибирская газета (Новосибирск).- 1990. № 12,13.
- Шиловский М. В. Редактор «Сибирской газеты» А. В. Адрианов // Сибирская газета.- 1990.- № 35.
- Шиловский М. В. День Сибири // Сибирская газета. — 1991. — № 43-44.
- Шиловский М. В. Обыкновенный сеятель (М. В. Загоскин) // Сибирская газета. — 1991. — № 5.
- Шиловский М. В. Три редакции сибирского областничества // Сибирская газета. — 1992.- № 42-43.
- Шиловский М. В. Ионникий Малиновский: профессор, областник, кадет // Сибирская газета. — 1993. — № 46.
- Шиловский М. В. Начальник «счастливой Хорватии» // Сибирская газета. — 1993. — № 31.
- Шиловский М. В. Не надо идеализировать прошлое // Сибирская газета. — 1993.- № 8.
- Шиловский М. В. «…Но в глубине души я консерватор» (В. И. Вагин) // Сибирская газета. — 1993. — № 7.
- Шиловский М. В. Первый премьер-министр Сибири (П. В. Вологодский) // Сибирская старина (Томск).-1993.-№ 3. — С. 2-4.
- Шиловский М. В. Премьер министр Сибири (П. В. Вологодский) // Сибирская газета. — 1993. — «№ 6.
- Шиловский М. В. Убийство в загородной роще (А. Е. Новоселов) // Сибирская газета. — 1993. — № 38.
- Шиловский М. В. Я либерал…». К 170-летию В. И. Вагина // Сибирская газета. — 1993.-№ 4. — С. 12-14.
- Шиловский М. В. «Виват губерния!» // Сибирская газета. — 1994. — № 9.
- Шиловский М. В. Головачев Мстислав Петрович // Сибирская газета. — 1994. — № 8. — С. 12.
- Шиловский М. В. «Виват губерния!» // Сибирская газета. — 1994. — № 9.
- Шиловский М. В. Головачев Мстислав Петрович // Сибирская газета. — 1994. — № 8. — С. 12.
- Шиловский М. В. От миллионера до редактора газеты — один шаг // Сибирская газета. −1994. — № 22.
- Шиловский М. В. Орлы, вернувшиеся в герб // Советская Сибирь (Новосибирск).- 1994. — 9, 16 июля.
- Шиловский М. В. Отец сибирского маслоделия (А. Н. Балакшин) // Советская Сибирь. −1994. — 26 октября.
- Шиловский М. В. Сибирская областная дума // Сибирская старина. — 1994.- № 6. С. 24-25.
- Шиловский М. В. Последний премьер-министр Сибири // Сибирская старина. — 1996. — № 11.- С. 18-19.
- Шиловский М. В. Фальшивая сенсация // Советская Сибирь. — 1996. — 10, 17 авг.
- Шиловский М. В. Как российское могущество прирастало Сибирью // Финансы в Сибири. — 1997. — № 6. — С. 36-39.
- Шиловский М. В. Стремительно движется к финишу XX век // Советская Сибирь. — 1997. — 15 февр.
- Шиловский М. В. Экономические воззрения сибирских областников // Финансы в Сибири. — 1997. № 7. — С. 38-41.
- Шиловский М. В. «Вся жизнь его сосредотачивалась в умственном труде…» (С. С. Шашков) // Сибирская старина. — 1998. — № 13. — С. 16-18.
- Шиловский М. В. Державные символы Сибири // Финансы в Сибири. — 1998. — № 5. — С. 58-60.